# Metropolitan (Warschau)

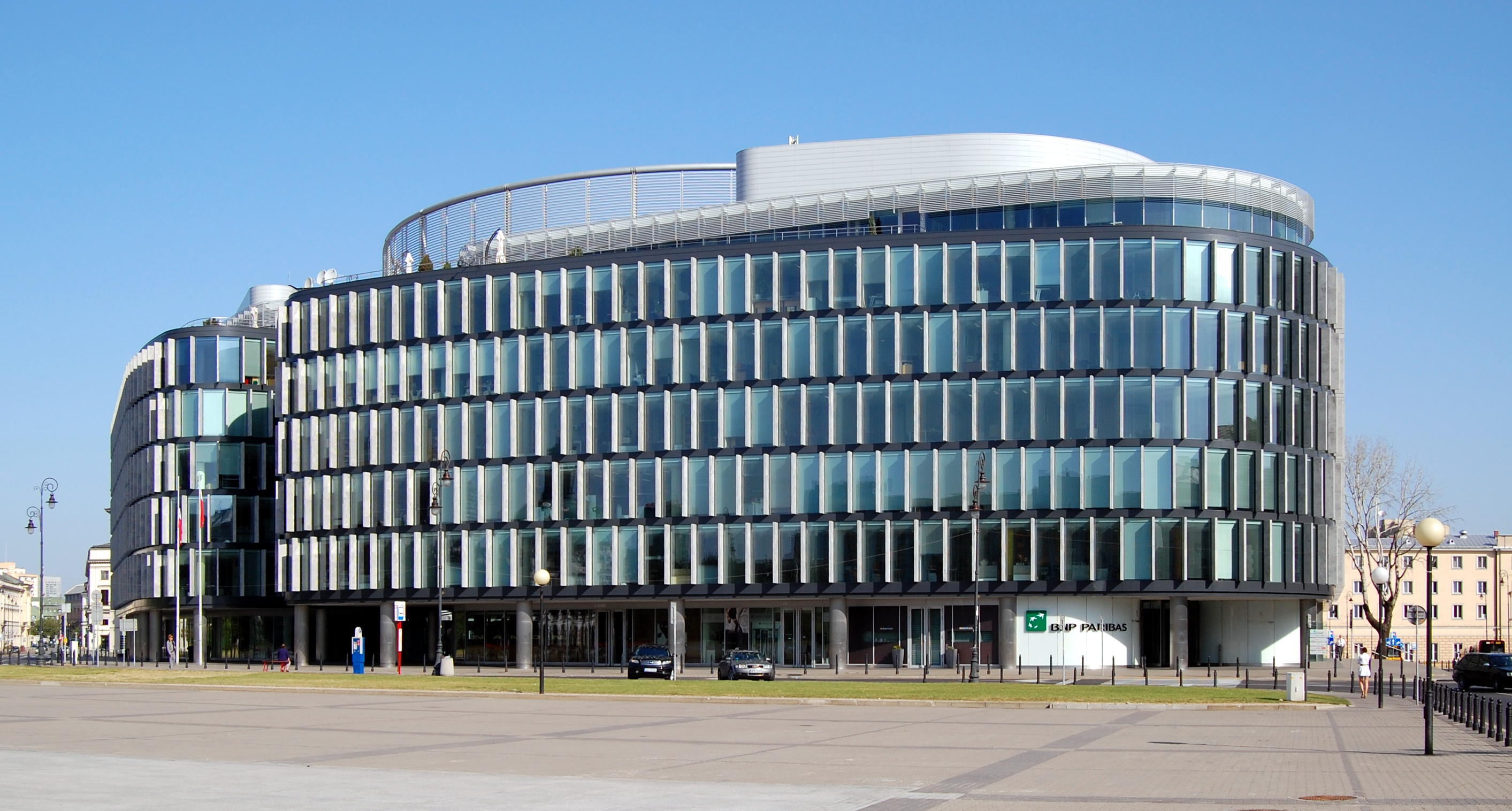
Blick vom Piłusdski-Platz auf die südliche Fassade des Metropolitan, 2009

Das Metropolitan ist ein Bürogebäude in Warschau. Es liegt in exklusiver Lage am innerstädtischen Piłsudski-Platz in Warschau; damit allerdings außerhalb der Geschäftszentren Warschaus. Das Gebäude wurde von 2001 bis 2003 an der Nordseite des Platzes errichtet; bis 1939 befand sich hier das Hotel Angielski, danach wurde das Grundstück als Parkplatz genutzt. An der westlichen Seite des Piłsudski-Platzes befindet sich das Grab des unbekannten Soldaten, an der südlichen steht das Victoria-, an der ostwärtigen das Europejski-Hotel sowie der Wohn- und Garnisonskomplex „Dom bez Kantów“. Im Norden schließt sich dem Metropolitan auf der gegenüberliegenden Seite einer schmalen Zufahrtstraße die Rückseite des Teatr Wielki an.

## Architektur

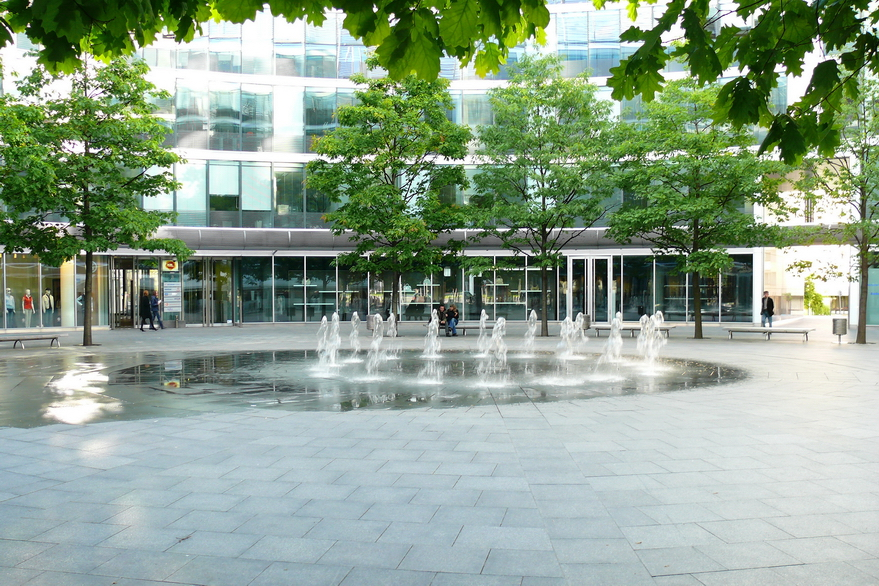
Begrünter Innenhof mit Wasserspiel, 2009

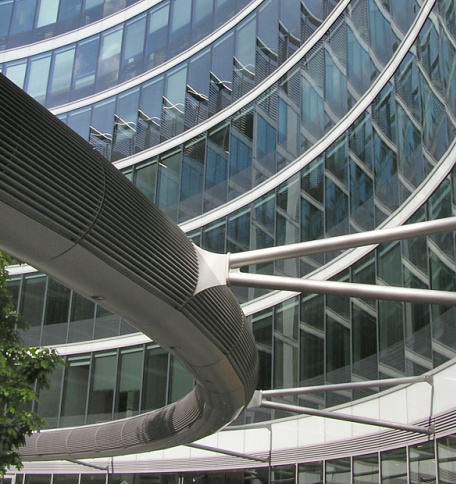
Der Lichtring im Innenhof

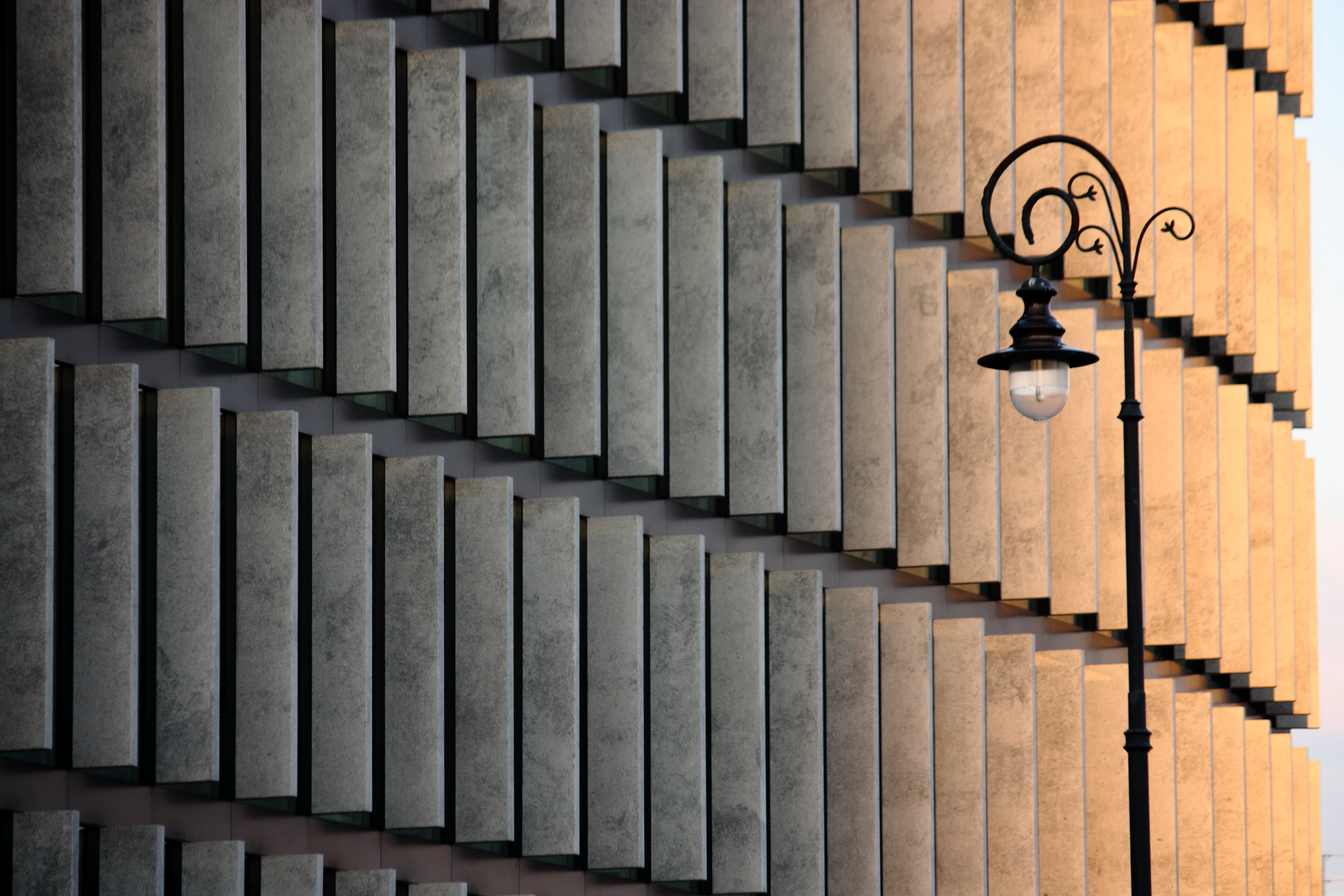
Senkrecht abstehende Lamellen der Fassade, 2011

Das Metropolitan steht auf einem fünfeckigen Grundriss und besteht aus drei separaten, aber miteinander verbundenen Gebäudeblöcken, die in Form gleichschenkliger Dreiecke mit einer nach innen gewölbten Grundseite so angeordnet sind, dass sie einen kreisrunden Innenhof bilden. Zwischen den Dreiecken befinden sich die Zugänge zu dem Innenhof, der von der Öffentlichkeit genutzt werden kann. An diesen Zugängen sind die Gebäudeecken abgerundet. Das Metropolitan verfügt über drei unter- und sechs oberirdische Geschosse. Über Gewerbeflächen im Erdgeschoss befinden sich fünf Stockwerke Büroraum. Die Gesamtnutzfläche beträgt 55.014 Quadratmeter, wovon 33.600 Quadratmeter auf die Büro- und 3300 Quadratmeter auf die Einzelhandelsfläche entfallen Die unterirdische Parkebene bietet Platz für 400 Fahrzeuge.
Die Fassaden sind verglast, zwischen den Fenstern wurden vertikal abstehende Lamellen aus Granit montiert, die der transparenten Fassade eine abwechslungsreiche Struktur verleiht und sie solide wirken lässt. Je nach Perspektive des Betrachters verwandeln die Lamellen das Erscheinungsbild des Gebäudes. Die Granitplatten wurden 2006 durch Betonelemente ersetzt.
In der Mitte des Hofes wurden im Boden Wasserspiele installiert, die von einem Ring aus Bäumen umgeben sind. Im Sommer verbringen hier viele Warschauer Zeit mit ihren zwischen den Fontänen spielenden Kindern, was in der Vergangenheit zu Sicherheits-Diskussionen führte. Das kreisförmige Motiv des Innenhofs wird durch einen Lichtring fortgesetzt, der vom ersten Stock des Gebäudes auskragt und abends für Beleuchtung sorgt.
Nach Ansicht von Stadtplanern und Architekten vervollständigt das Gebäude den Abschluss des Piłsudski-Plates nach Norden und stellt ein modernes Gegenstück zu den benachbarten historischen Gebäuden dar. Deren Höhe, Masse und Materialien greift es auf. Durch die Schaffung des jedermann zugänglichen Innenhofs entstand öffentlicher Raum und für Fußgänger die Möglichkeit, den Komplex zu durchqueren. In der Öffentlichkeit kam es jedoch zu Kritik, da das Metropolitan die vormals freie Sicht auf das sehenswerte Teatr Wielki verdecke.

## Geschichte
Entwickler der Immobilie war die US-amerikanische Hines-Gruppe. Als Leitarchitekt konnte Norman Foster verpflichtet werden, der mit dem Metropolitan sein erstes Projekt in Osteuropa umsetzte; später wurde auch der Warschauer Varso Tower von ihm entworfen. Das Projekt entstand in Zusammenarbeit mit den polnischen Architekturbüros JEMS Architekci und Grupa 5 Architekci. Generalbauunternehmer war Hochtief Polska. Das Metropolitan war das erste AAA-klassifizierte Bürogebäude in Polen.
Das Gebäude wurde mehrfach ausgezeichnet – unter anderem als „Best Office Building 2003“ der MIPIM, mit dem „Worldwide Award 2004“ des Royal Institutes of British Architects und einem Architekturpreis des Warschauer Stadtpräsidenten im Jahr 2016.
Im Jahr 2006 kaufte der deutsche Immobilienfonds Aberdeen Asset Management Deutschland das Metropolitan für 169 Millionen Euro. 2014 verkaufte er es an die Deutsche Asset & Wealth Management zu einem vermuteten Preis von etwa 200 Millionen Euro weiter. Im Jahr 2025 gehört das Gebäude zur Luxemburger PPFE Holdings Sàrl.
Bis zum Oktober 2009 war ein Hauptmieter im Erdgeschoss der über Warschaus Grenzen hinaus bekannte Club Cinnamon Lounge & Restaurant. In der Presse als „VIP-Club“ bezeichnet, feierten hier wohlhabende Warschauer und ausländische Besucher – darunter viele Prominente.